# Bobillier (månekrater)
Bobillier er et nedslagskrater på Månen. Det befinder sig på Månens forside i den sydvestlige del af Mare Serenitatis. Det er opkaldt efter den franske matematiker Étienne Bobillier (1798 – 1840).
Navnet blev officielt tildelt af den Internationale Astronomiske Union (IAU) i 1976. 
Før det blev omdøbt af IAU, hed dette krater "Bessel E".

## Omgivelser
Bobillier ligger nord-nordvest for Besselkrateret. Mod syd og vest ligger den buede højderyg Dorsum Buckland.

## Måneatlas
- Billeder af Bobillierkrateret i LPI-måneatlasset